# Vierge à l'Enfant entre deux saints
La Madonna col Bambino e i santi Giovanni Battista e Antonio di Padova  (en français : Vierge à l'Enfant entre les saints Jean Baptiste et Antoine de Padoue) est une peinture à l'huile sur panneau de bois de 43 × 32 cm, de la seconde moitié du XVe siècle, réalisée par Neroccio di Bartolomeo de' Landi, et conservée au Musée des Beaux-Arts de Chambéry.

## Description
La Madonna col Bambino e i santi Giovanni Battista e Antonio di Padova est un petit tableau de dévotion privée représentant la Vierge à l'Enfant entre deux saints. Saint Antoine de Padoue est présenté en bure franciscaine avec un lys tandis que saint Jean Baptiste, la barbe hirsute est vêtu comme un ermite avec un cilice sous sa peau de chameau et portant son bâton croisé,.

## Sources
- (en) Gertrude Coor, Neroccio de' Landi 1447-1500, Princeton, New Jersey, Princeton University Press, 1961, 235 p., 30 x 23 cmReproduction de la Madonna col Bambino e i santi Giovanni Battista e Antonio di Padova dans le catalogue.